# Вигода (Сілезьке воєводство)
Вигода (пол. Wygoda) — село в Польщі, у гміні Конописька Ченстоховського повіту Сілезького воєводства.
Населення — 526 осіб (2011).
У 1975-1998 роках село належало до Ченстоховського воєводства.

## Демографія
Демографічна структура станом на 31 березня 2011 року:
|          | Загалом | Допрацездатний вік | Працездатний вік | Постпрацездатний вік |
| -------- | ------- | ------------------ | ---------------- | -------------------- |
| Чоловіки | 256     | 61                 | 163              | 32                   |
| Жінки    | 270     | 40                 | 163              | 67                   |
| Разом    | 526     | 101                | 326              | 99                   |